# Етре Мон
Етре Мон (фр. Estrées-Mons) насеље је и општина у североисточној Француској у региону Пикардија, у департману Сома која припада префектури Перон.
По подацима из 2011. године у општини је живело 574 становника, а густина насељености је износила 37,52 становника/km². Општина се простире на површини од 15,3 km². Налази се на средњој надморској висини од 85 метара (максималној 102 m, а минималној 56 m).

## Демографија
| 1962. | 1968. | 1975. | 1982. | 1990. | 1999. | 2011. |
| ----- | ----- | ----- | ----- | ----- | ----- | ----- |
| 585   | 597   | 628   | 631   | 596   | 609   | 574   |

График промене броја становника у току последњих година